# غرم درة (خوي)
غرم‌ درة هي قرية في مقاطعة خوي، إيران. عدد سكان هذه القرية هو 358 في سنة 2006.